# Сарсенова, Гульнара Болатовна
Гульнара Болатовна Сарсенова (6 августа 1961, Алма-Ата, Казахская ССР, СССР) — кинопродюсер, сценарист . «Лучший кинематографист Азии в 2008 году» по версии Международного кинофестиваля в Пусане (Южная Корея).

## Биография
Окончила факультет журналистики в КазГУ в городе Алматы. Проходила обучение на режиссёрском факультете «режиссёр кино» во ВГИКе в городе Москва, стажировалась у известного кинорежиссёра СССР Татьяны Михайловны Лиозновой. Дополнительное профессиональное образование получила в университете города Финикс (США). В течение 16 лет работала в бизнес-структурах. Является основателем сети люксовых товаров «Французский Дом» . Является основателем популярной газеты «Новое Поколение» и журнала «Revue».
Кандидат Философских наук. Тема кандидатской диссертации посвящена телевидению. За заслуги в бизнесе награждена французской медалью Бонапарта, почетной грамотой Президента РК .
В 2008 году Гульнара Сарсенова на Международном кинофестивале в Пусане (Южная Корея) была удостоена премии «Лучший кинематографист Азии» и в этом же году она была номинирована на кинопремию «Оскар» за фильм режиссёра Сергея Бодрова-старшего «Монгол». В 2005 и 2008 годах Сарсенова была организатором и генеральным директором Международного Кинофестиваля Евразия, а в 2010 являлась генеральным директором Второго Казахстано-Американского Кинофестиваля в Алматы.
В 2008 году основала собственную кинокомпанию «Eurasia film production», первыми проектами стали фильмы режиссёра Ермека Шинарбаева — артхаусный «Письма к Ангелу» и имиджевый «Астана — любовь моя» , снятый по госзаказу.

## Проекты
- «Монгол» (2007, реж. Сергей Бодров) [7]
  - Номинация на премию «Оскар» (США) в категории «лучший Фильм на иностранном языке», 2007 (Первый за всю историю «Оскара» фильм-номинант от Казахстана).
  - 6 наград — за лучший фильм, лучшую режиссуру, лучшую операторскую работу, лучший звук, лучшие костюмы, лучшую работу художников на национальной премии «Ника», Россия, 2008.
- «Тюльпан» (2008, реж. Сергей Дворцевой) [8]
  - 61-й Каннский кинофестиваль — Гран-при программы «Особый взгляд», Приз молодёжного жюри, Приз Министерства образования Франции.
  - Премия азиатско-тихоокеанского региона — Asia Pacific Screen Awards в категории «Лучший полнометражный фильм»
  - 21-й Токийский международный кинофестиваль — Гран-при (Tokyo Sakura Grand Prix), Приз за лучшую режиссуру. 2008
  - 52 кинофестиваль Times BFI London — Гран При (Sutherland Trophy)
  - 37-й Фестиваль нового кино в Монреале — Гран-при (Louvre d' Or) 2008
  - 4-й Кинофестиваль в Цюрихе — Гран-при Лучший художественный фильм 2008
  - Всего кинокартина получила 53 кинонаграды на международных кинофестивалях по всему миру в период за 2008—2009 год.
- «Рынок», (2009, реж. Бен Хопкинс)
  - Кинофестиваль в Локарно (Швейцария) — премия за лучшую мужскую роль (Тайанч Айайдын)
  - Гран-при МКФ в Генте (Бельгия)
  - 4 награды — лучший фильм, лучшая мужская роль, лучший сценарий, лучшие костюмы на Кинофестивале Golden Orange (Золотой апельсин) в Анталии (Турция).
- «В электрическом тумане», (2009, реж. Бертран Тавернье)
  - Берлинский международный кинофестиваль, 2009 — Номинация на «Золотого медведя»
- Письма к Ангелу (2009, реж. Ермек Шинарбаев, сценарий Гульнара Сарсенова) [9]
- Астана — любовь моя (телесериал), (2010, реж. Ермек Шинарбаев) [10].
- Байконур (2011, реж. Вейт Хелмер) [11]
- Моя звезда (2012, музыкально - документальный фильм) [12]
- Параллельные миры (2013, реж. Ермек Аманшаев) [13]
- Голос степей (2014, реж. Ермек Шинарбаев) [14]
- «Айка», (2018, реж. Сергей Дворцевой)
  - Каннский кинофестиваль 2018 — Лучшая женская роль (Самал Еслямова) [15][16]